# Opua
Opua és un gènere de peixos de la família dels gòbids i de l'ordre dels perciformes.

## Taxonomia
- Opua atherinoides (Peters, 1855)
- Opua elati (Goren, 1984)
- Opua nephodes (Jordan, 1925)[1][3][4][5][6][7][8]